# Diffa (região)

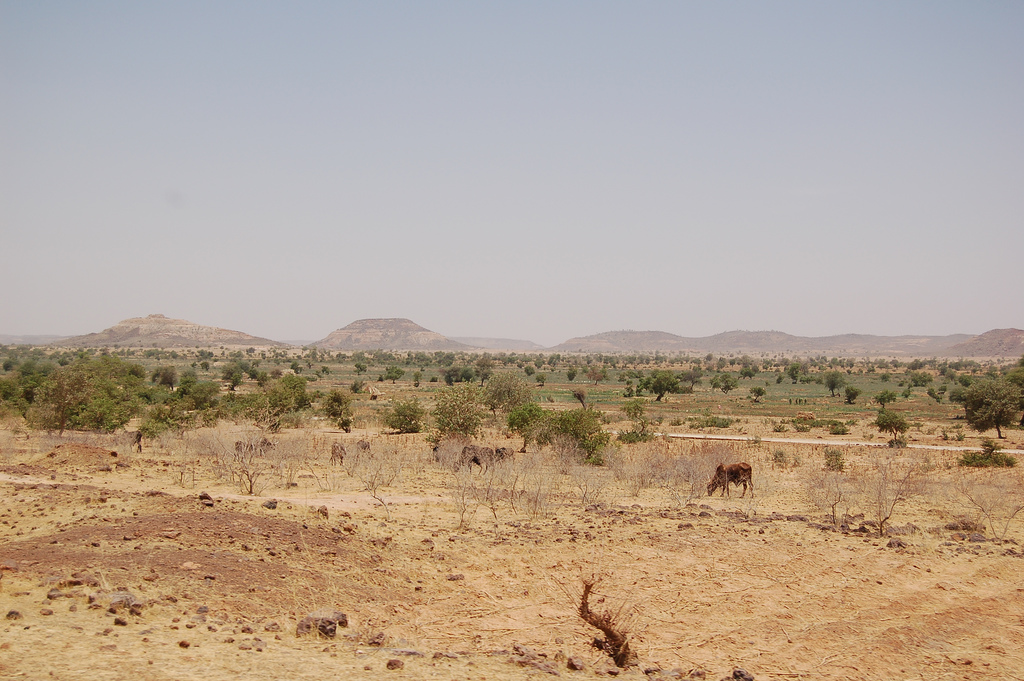
Paisagem da região rural de Diffa, Níger, viajando na estrada principal de Diffa para Niamey. (2006)

Diffa é uma região administrativa do Níger, e sua capital é a cidade de Diffa.

## Departamentos
- Diffa
- Maine-soroa
- N'guigmi